# Campionat del Món de motociclisme de 2013
La temporada de 2013 del Campionat del món de motociclisme fou la 65a edició d'aquest campionat, organitzat per la FIM i Dorna Sports. Per primer cop a la història del campionat, tots tres títols van ser guanyats per pilots catalans, amb Marc Márquez com a campió de MotoGP, Pol Espargaró de Moto2 i Maverick Viñales de Moto3. El domini dels pilots dels Països Catalans fou aclaparador durant tota la temporada, amb 47 de 52 curses guanyades per un pilot català, valencià o mallorquí. Les cinc curses restants les van guanyar Scott Redding (tres de Moto2), Mika Kallio (una de Moto2) i Valentino Rossi, qui aconseguia la seva primera victòria a MotoGP des del 2010 després d'haver deixat Ducati per tornar a Yamaha.

## Resum de la temporada

### MotoGP
Jorge Lorenzo va començar la temporada com a vigent campió del món, mentre que Honda n'era el de constructors. El campió vigent de Moto2, Marc Márquez, va debutar aquell any a MotoGP amb l'equip Repsol Honda, on tenia de company Dani Pedrosa. Altres novetats de la temporada eren el fitxatge de Valentino Rossi per Yamaha, on seria company d'equip de Jorge Lorenzo i el fitxatge d'Andrea Dovizioso per Ducati.
Lorenzo (Yamaha) i els companys d'equip de Repsol Honda, Márquez i Pedrosa, van lluitar durant la major part de la temporada pel títol. Lorenzo va guanyar la primera cursa de la temporada a Qatar i tot seguit, el debutant Márquez va esdevenir el guanyador més jove de la història de MotoGP en aconseguir la victòria al primer Gran Premi de les Amèriques, a Texas. Pedrosa va aconseguir dues victòries consecutives a Jerez, on Márquez i Lorenzo van lluitar pel segon lloc i van topar a l'últim revolt, i a Le Mans, abans que Lorenzo fes el mateix a Mugello i Catalunya (a Mugello, Márquez es va retirar després de caure quan anava segon). A Assen, Lorenzo va caure durant els entrenaments i es va fracturar la clavícula i després d'una cirurgia d'emergència, tot i els informes inicials que deien que no participaria durant la resta del cap de setmana, va córrer a la cursa i va acabar-hi cinquè. Márquez i Pedrosa van acabar-hi segon i quart respectivament, mentre que Valentino Rossi va aconseguir la seva primera victòria des del 2010. Márquez va guanyar les quatre curses següents, començant a Sachsenring, on tant Lorenzo com Pedrosa van ser baixa per lesions; Lorenzo, per les seqüeles de la seva lesió a Assen després de caure de nou als entrenaments, mentre que Pedrosa va ser descartat per la seva baixa pressió arterial a causa d'un incident extern.

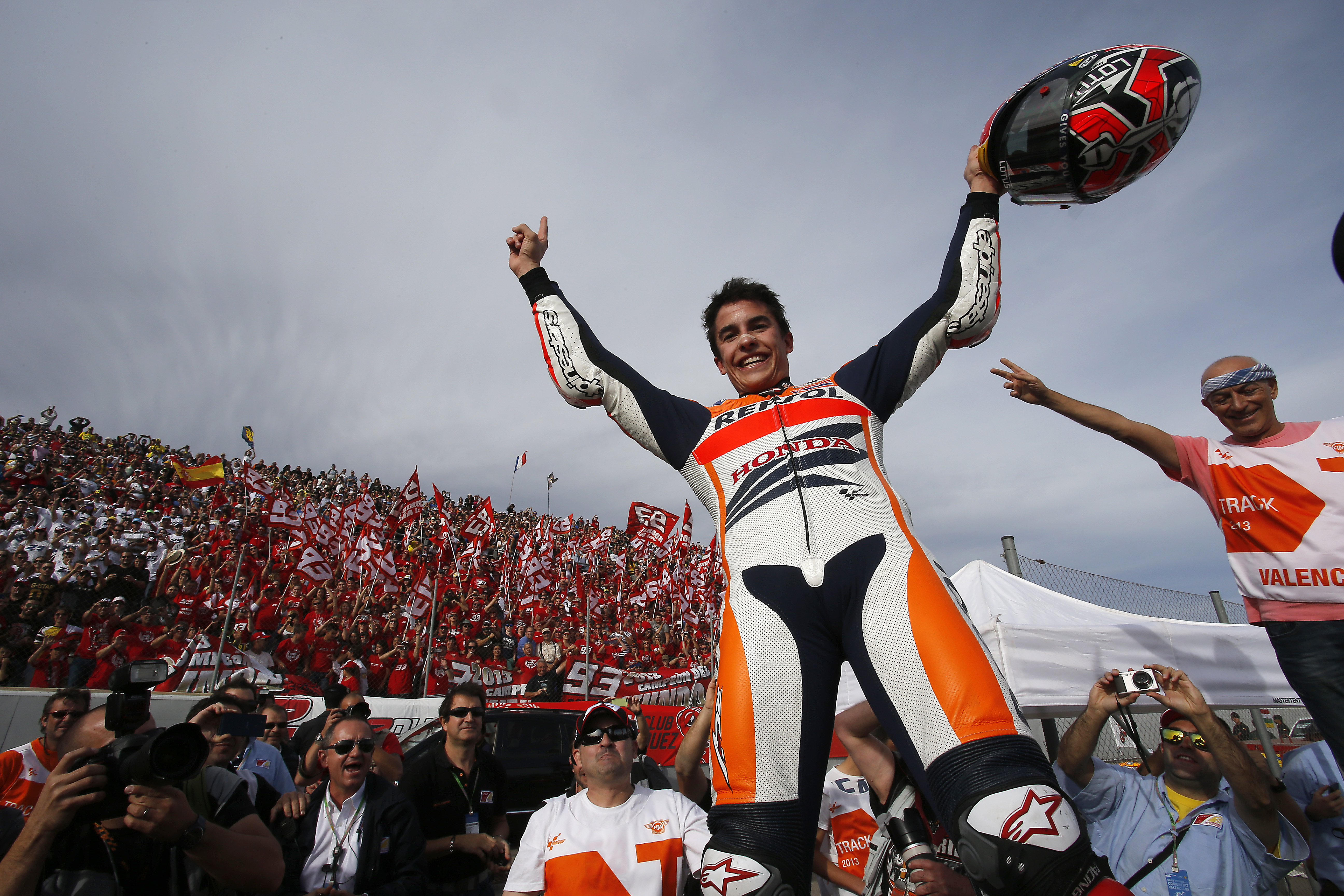
Marc Márquez celebrant el títol a Xest

Després de dues victòries més de Lorenzo a Silverstone i Misano, Márquez i Pedrosa van topar al Gran Premi d'Aragó, on un lleuger toc va fer que un sensor de la moto de Pedrosa li esquincés i tallés el sistema de control de tracció. Márquez va acabar superant Lorenzo i va guanyar. Després que Pedrosa guanyés a Malàisia, Márquez tenia un avantatge de 43 punts al campionat a tres curses del final. Tanmateix, una desqualificació a Austràlia, així com la victòria de Lorenzo tant a Austràlia com al Japó van reduir aquest marge a tretze abans de la cursa final a Xest, la qual esdevenia decisiva per al títol per primer cop des del 2006. Després de lluitar contra Pedrosa i Lorenzo a les primeres fases de la cursa, Márquez va acabar-hi tercer i amb això en va tenir prou per a proclamar-se el campió més jove de la categoria reina, superant el rècord de Freddie Spencer de 1983. A més a més, Márquez va esdevenir el primer debutant des de Kenny Roberts el 1978 a guanyar el campionat en la seva primera temporada a la categoria i el quart a guanyar campionats del món en tres categories diferents, al costat de Mike Hailwood, Phil Read i Valentino Rossi. Amb el segon lloc de Pedrosa, darrere de Lorenzo, n'hi va haver prou perquè Honda aconseguís el títol de constructors.

### Moto2
Pol Espargaró es va proclamar campió després de superar Scott Redding cap al final de la temporada. Amb sis victòries al llarg de l'any, Espargaró va guanyar el campionat amb 40 punts d'avantatge sobre Redding, que va guanyar tres curses, mentre que el tercer lloc va ser per a Tito Rabat, també amb tres victòries. Nico Terol, que va acabar setè, va guanyar unes altres tres curses. Les altres dues victòries van ser per a Mika Kallio, quart al campionat i Jordi Torres, desè.

### Moto3

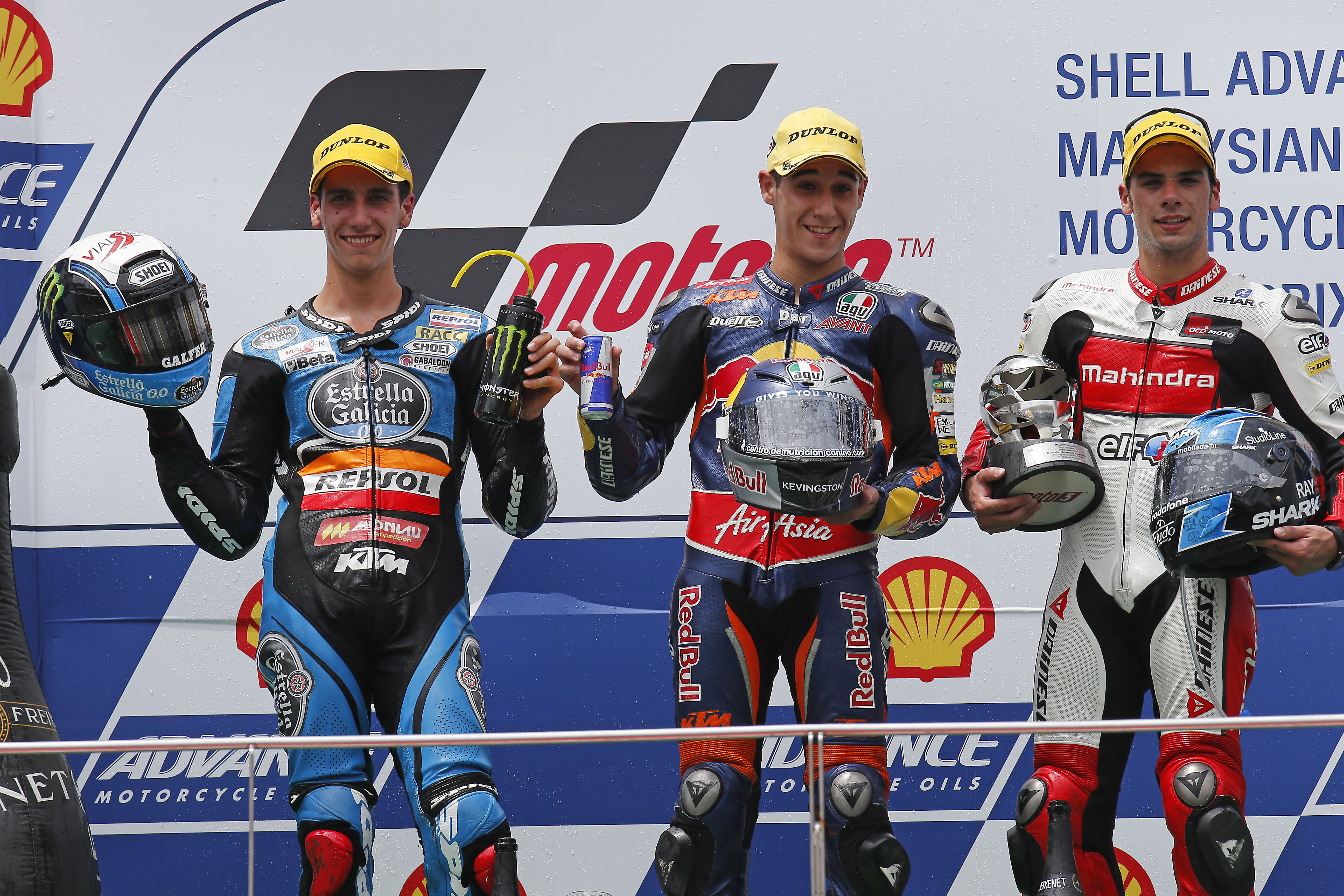
Àlex Rins, Lluís Salom i Miguel Oliveira al podi de Sepang

El campionat va estar dominat per tres pilots dels Països Catalans, tots amb motos KTM: Maverick Viñales, Àlex Rins i Lluís Salom, seguits d'un altre català, el germà petit de Marc Márquez, Àlex Márquez. Igual que a la categoria reina, a la cursa final es va decidir el títol entre Salom, Rins i Viñales; si algun d'ells guanyava la cursa, acabava campió, independentment dels resultats dels altres. Després que Salom caigués al començament de la cursa, Rins i Viñales van lluitar al capdavant i Viñales en sortí com a vencedor i campió, mentre que Rins fou superat a la línia de meta per Jonas Folger. Com que Salom només va poder remuntar després de la caiguda fins a la catorzena posició, Rins va acabar subcampió per davant seu.
Atès que totes les curses les guanyaren pilots de KTM (set victòries per a Salom, sis per a Rins, tres per a Viñales i una per a Álex Márquez), la marca austríaca va guanyar còmodament el campionat de constructors.

### Canvis de normativa
A la categoria de MotoGP s'hi va introduir un nou sistema de classificació en què els autors dels onze millors temps dels tercers entrenaments lliures passaven directament a la primera sessió de classificació. Els dos pilots més ràpids d'aquella sessió s'unien als deu més ràpids de la segona per tal d'establir les primeres 12 posicions de la graella de sortida.

## Campions del món
Pilots
| Moto3            | Moto2         | MotoGP       |
| ---------------- | ------------- | ------------ |
| Maverick Viñales | Pol Espargaró | Marc Márquez |

Constructors
| Moto3 | Moto2 | MotoGP |
| ----- | ----- | ------ |
| KTM   | Kalex | Honda  |

Equips
| MotoGP            |
| ----------------- |
| Repsol Honda Team |

## Grans Premis

### Sistema de puntuació
Barem de puntuació de 1993 ençà:
| Posició | 1  | 2  | 3  | 4  | 5  | 6  | 7 | 8 | 9 | 10 | 11 | 12 | 13 | 14 | 15 |
| Punts   | 25 | 20 | 16 | 13 | 11 | 10 | 9 | 8 | 7 | 6  | 5  | 4  | 3  | 2  | 1  |

### Calendari
| Cursa | Data           | Gran Premi                            | Circuit          |
| ----- | -------------- | ------------------------------------- | ---------------- |
| 1     | 7 d'abril      | Gran Premi de Qatar ‡                 | Losail           |
| 2     | 21 d'abril     | Gran Premi de les Amèriques           | Amèriques        |
| 3     | 5 de maig      | Gran Premi d'Espanya                  | Jerez            |
| 4     | 19 de maig     | Gran Premi de França                  | Le Mans          |
| 5     | 2 de juny      | Gran Premi d'Itàlia                   | Mugello          |
| 6     | 16 de juny     | Gran Premi de Catalunya               | Catalunya        |
| 7     | 29 de juny     | Dutch TT ††                           | Assen            |
| 8     | 14 de juliol   | Gran Premi d'Alemanya                 | Sachsenring      |
| 9     | 21 de juliol   | Gran Premi dels Estats Units †        | Laguna Seca      |
| 10    | 18 d'agost     | Gran Premi d'Indianapolis             | Indianapolis     |
| 11    | 25 d'agost     | Gran Premi de la República Txeca      | Brno             |
| 12    | 1 de setembre  | Gran Premi de Gran Bretanya           | Silverstone      |
| 13    | 15 de setembre | Gran Premi de San Marino              | Misano           |
| 14    | 29 de setembre | Gran Premi d'Aragó                    | Motorland Aragón |
| 15    | 13 d'octubre   | Gran Premi de Malàisia                | Sepang           |
| 16    | 20 d'octubre   | Gran Premi d'Austràlia                | Phillip Island   |
| 17    | 27 d'octubre   | Gran Premi del Japó                   | Motegi           |
| 18    | 10 de novembre | Gran Premi de la Comunitat Valenciana | València         |

† = Només categoria MotoGP
†† = Cursa en dissabte
‡ = Cursa nocturna

### Guanyadors
| Cursa | Gran Premi                            | MotoGP          | Moto2         | Moto3            | Resultats |
| ----- | ------------------------------------- | --------------- | ------------- | ---------------- | --------- |
| 1     | Gran Premi de Qatar                   | Jorge Lorenzo   | Pol Espargaró | Lluís Salom      | Resultats |
| 2     | Gran Premi de les Amèriques           | Marc Márquez    | Nico Terol    | Àlex Rins        | Resultats |
| 3     | Gran Premi d'Espanya                  | Dani Pedrosa    | Esteve Rabat  | Maverick Viñales | Resultats |
| 4     | Gran Premi de França                  | Dani Pedrosa    | Scott Redding | Maverick Viñales | Resultats |
| 5     | Gran Premi d'Itàlia                   | Jorge Lorenzo   | Scott Redding | Lluís Salom      | Resultats |
| 6     | Gran Premi de Catalunya               | Jorge Lorenzo   | Pol Espargaró | Lluís Salom      | Resultats |
| 7     | Dutch TT                              | Valentino Rossi | Pol Espargaró | Lluís Salom      | Resultats |
| 8     | Gran Premi d'Alemanya                 | Marc Márquez    | Jordi Torres  | Àlex Rins        | Resultats |
| 9     | Gran Premi dels Estats Units          | Marc Márquez    | -             | -                | Resultats |
| 10    | Gran Premi d'Indianapolis             | Marc Márquez    | Esteve Rabat  | Àlex Rins        | Resultats |
| 11    | Gran Premi de la República Txeca      | Marc Márquez    | Mika Kallio   | Lluís Salom      | Resultats |
| 12    | Gran Premi de Gran Bretanya           | Jorge Lorenzo   | Scott Redding | Lluís Salom      | Resultats |
| 13    | Gran Premi de San Marino              | Jorge Lorenzo   | Pol Espargaró | Àlex Rins        | Resultats |
| 14    | Gran Premi d'Aragó                    | Marc Márquez    | Nico Terol    | Àlex Rins        | Resultats |
| 15    | Gran Premi de Malàisia                | Dani Pedrosa    | Esteve Rabat  | Lluís Salom      | Resultats |
| 16    | Gran Premi d'Austràlia                | Jorge Lorenzo   | Pol Espargaró | Àlex Rins        | Resultats |
| 17    | Gran Premi del Japó                   | Jorge Lorenzo   | Pol Espargaró | Àlex Márquez     | Resultats |
| 18    | Gran Premi de la Comunitat Valenciana | Jorge Lorenzo   | Nico Terol    | Maverick Viñales | Resultats |

## Galeria

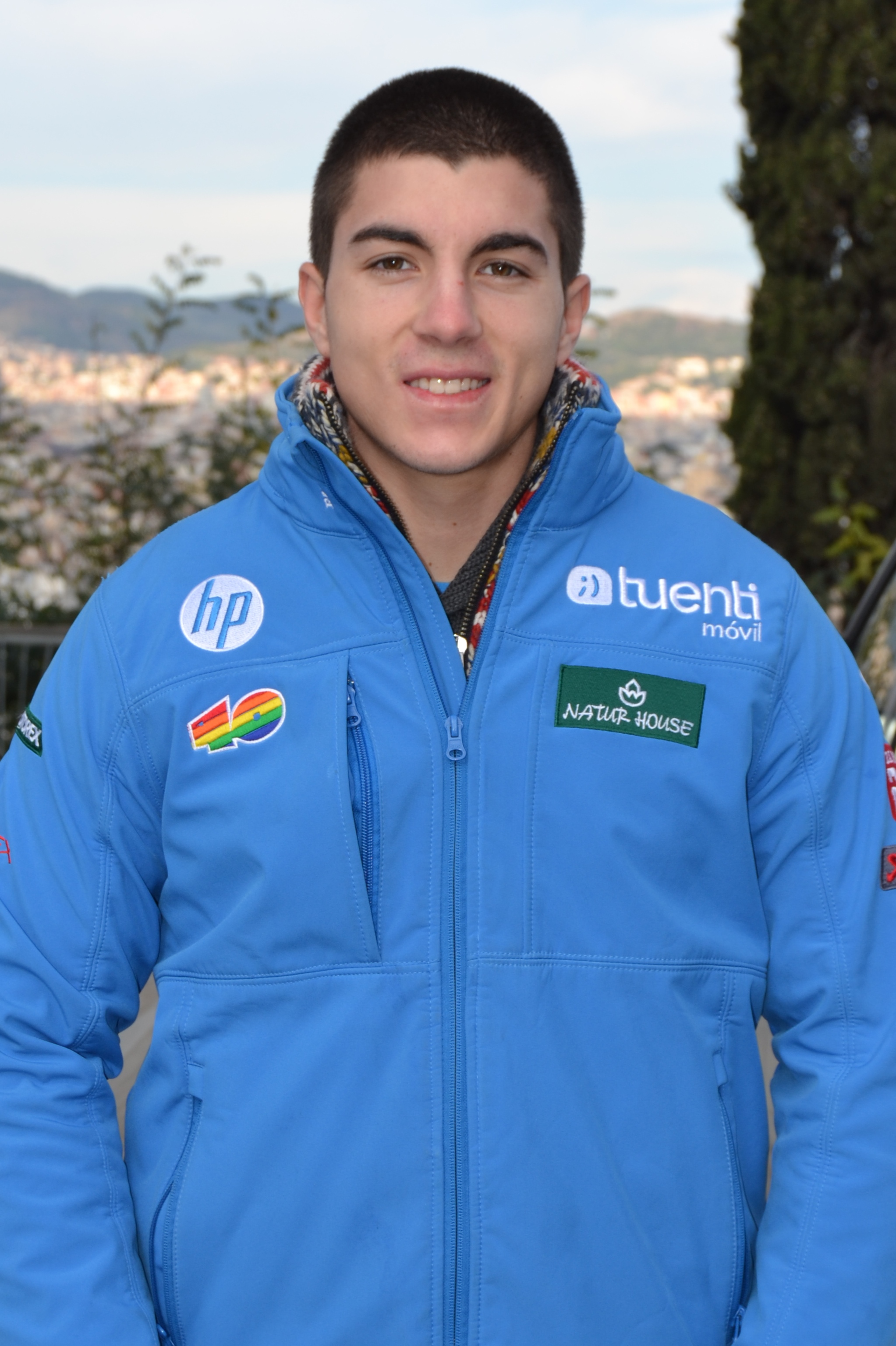
Maverick Viñales, campió de Moto3
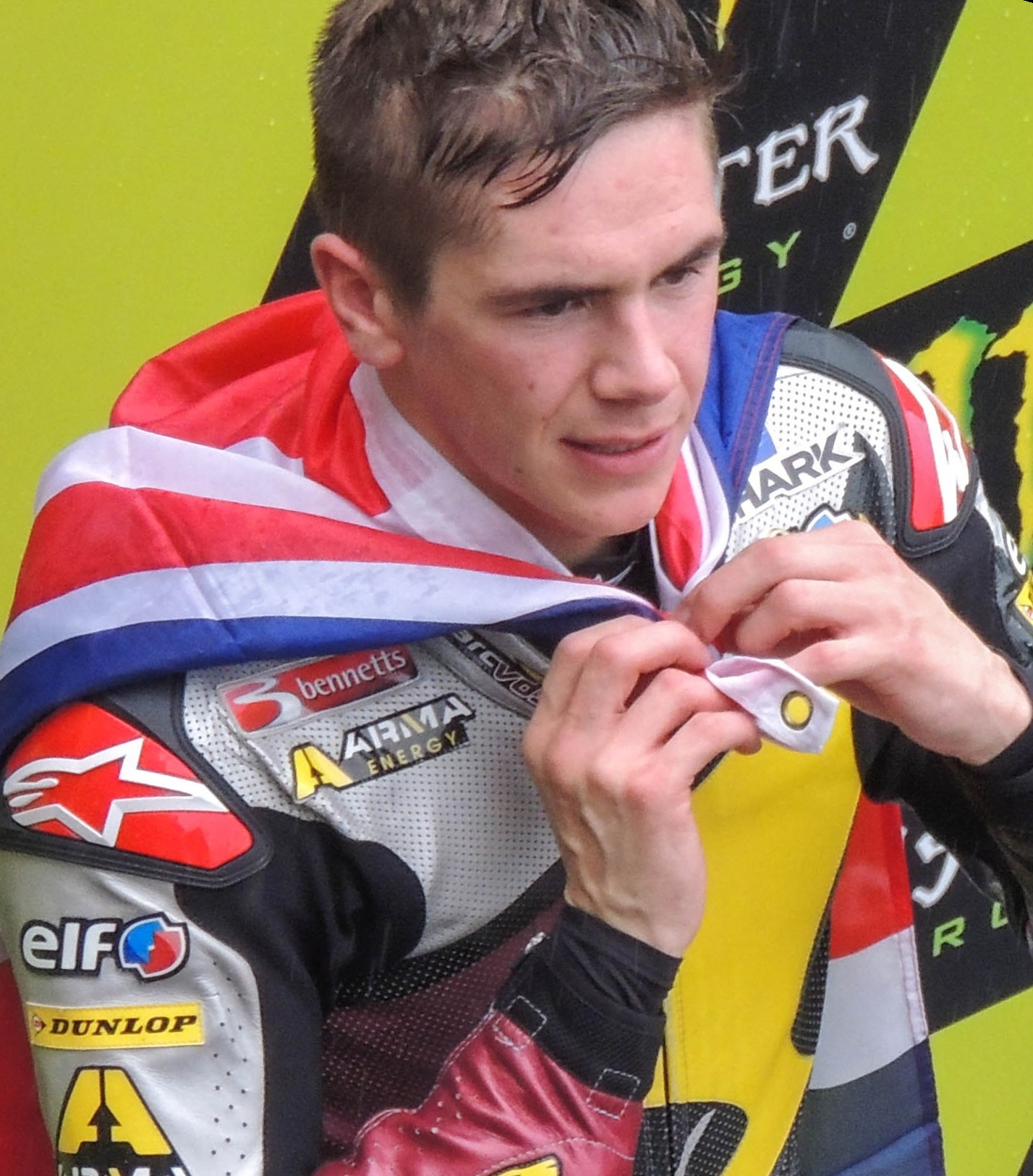
Scott Redding, subcampió de Moto2
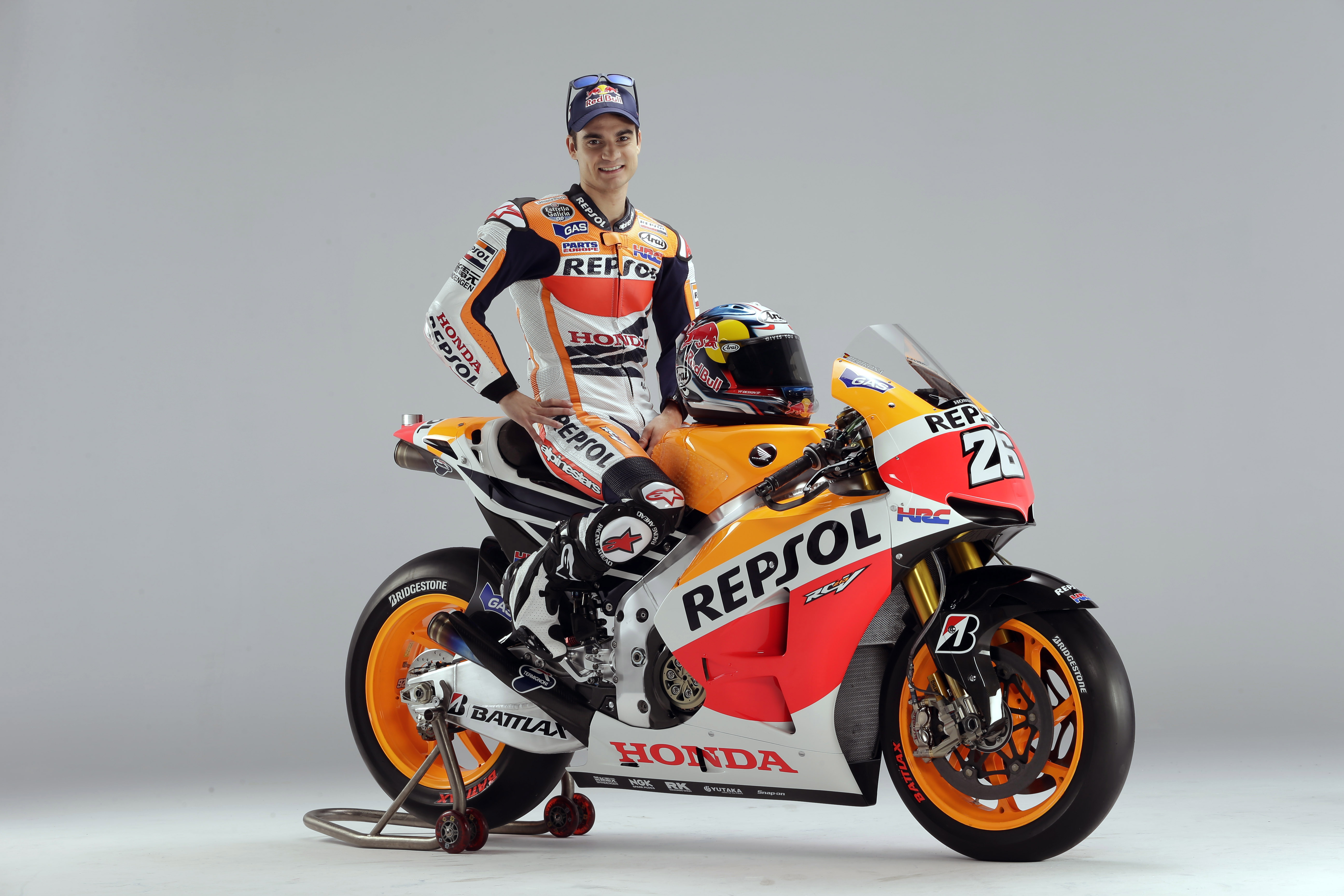
Dani Pedrosa, tercer a MotoGP
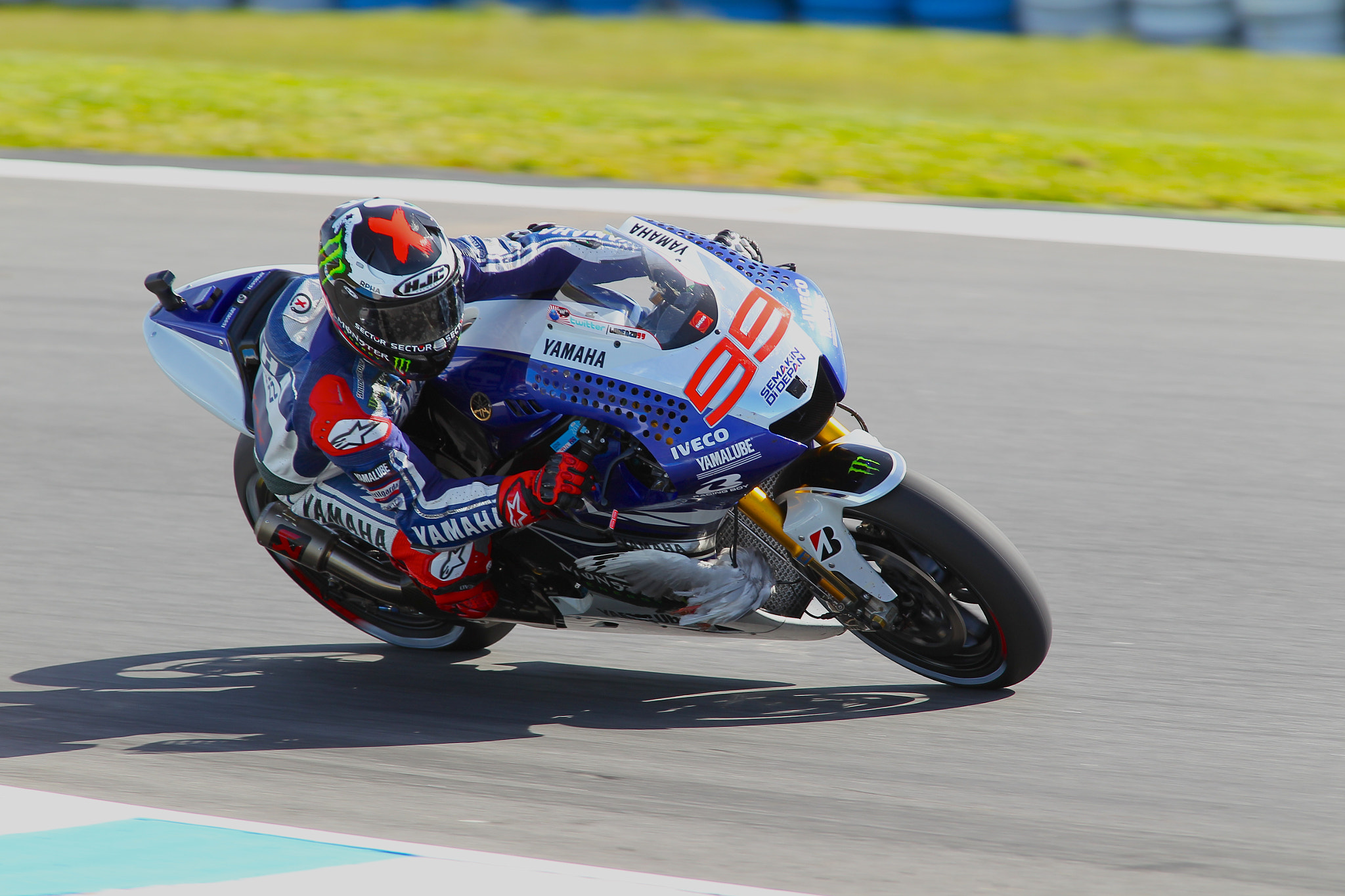
Jorge Lorenzo, subcampió de MotoGP
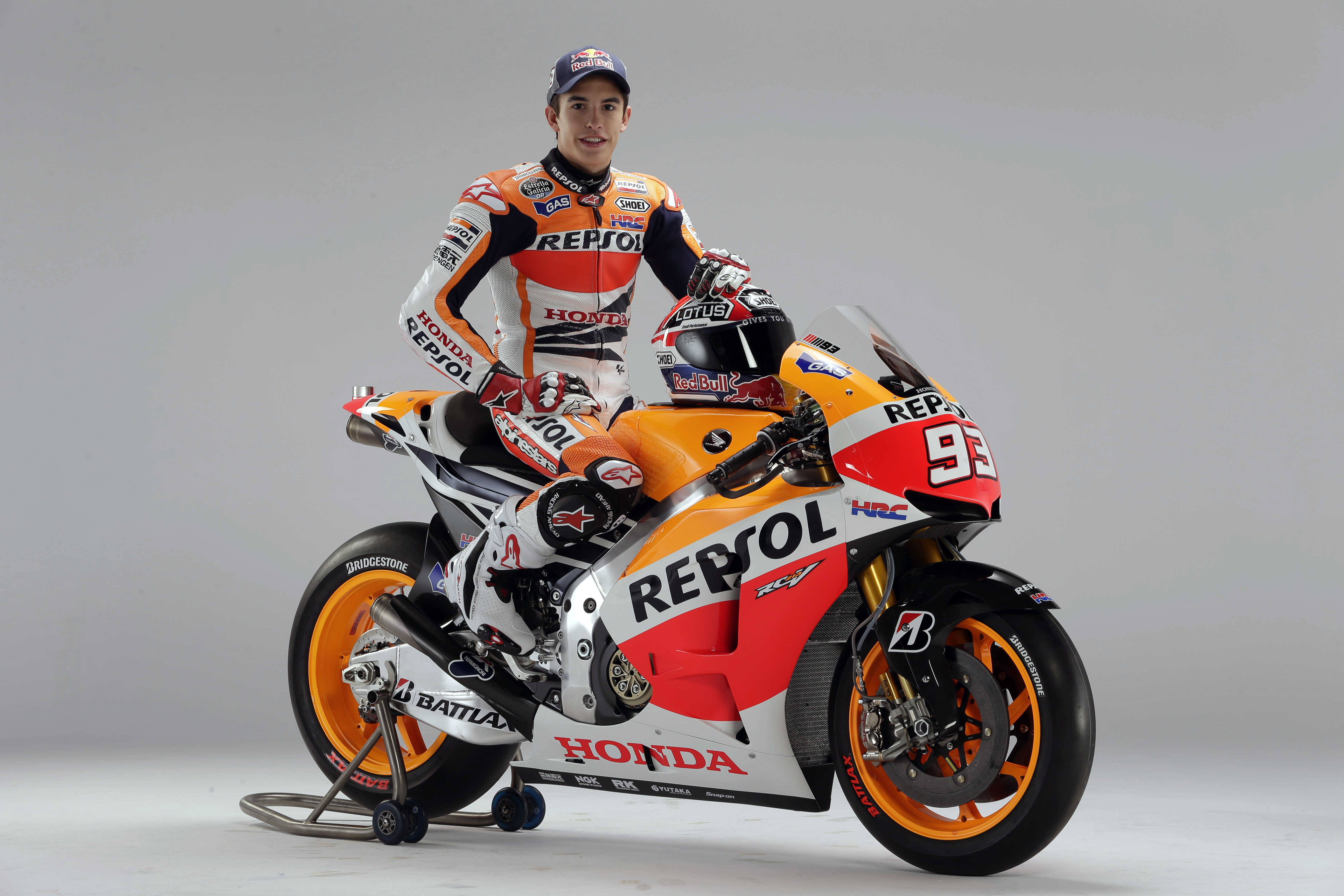
Marc Márquez, campió de MotoGP

## Debutants de l'any
| Moto3        | Moto2        | MotoGP       |
| ------------ | ------------ | ------------ |
| Philipp Öttl | Jordi Torres | Marc Márquez |

## Classificació dels pilots
- Els pilots marcats en blau optaven al premi Debutant de l'any.

### MotoGP
(Llegenda) (En negreta - Pole; En cursiva - Volta ràpida)
| Pos | Pilot              | Moto         |                      | Equip                     | QAT | AME | ESP | FRA | ITA | CAT | NED | GER | USA | INP · | CZE | GBR | SM  | ARA | MAL | AUS | JPN | VAL | Pts |
| --- | ------------------ | ------------ | -------------------- | ------------------------- | --- | --- | --- | --- | --- | --- | --- | --- | --- | ----- | --- | --- | --- | --- | --- | --- | --- | --- | --- |
| 1   | Marc Márquez       | Honda        |                      | Repsol Honda Team         | 3   | 1   | 2   | 3   | Ret | 3   | 2   | 1   | 1   | 1     | 1   | 2   | 2   | 1   | 2   | DSQ | 2   | 3   | 334 |
| 2   | Jorge Lorenzo      | Yamaha       |                      | Yamaha Factory Racing     | 1   | 3   | 3   | 7   | 1   | 1   | 5   | DNS | 6   | 3     | 3   | 1   | 1   | 2   | 3   | 1   | 1   | 1   | 330 |
| 3   | Dani Pedrosa       | Honda        |                      | Repsol Honda Team         | 4   | 2   | 1   | 1   | 2   | 2   | 4   | DNS | 5   | 2     | 2   | 3   | 3   | Ret | 1   | 2   | 3   | 2   | 300 |
| 4   | Valentino Rossi    | Yamaha       |                      | Yamaha Factory Racing     | 2   | 6   | 4   | 12  | Ret | 4   | 1   | 3   | 3   | 4     | 4   | 4   | 4   | 3   | 4   | 3   | 6   | 4   | 237 |
| 5   | Cal Crutchlow      | Yamaha       |                      | Monster Yamaha Tech 3     | 5   | 4   | 5   | 2   | 3   | Ret | 3   | 2   | 7   | 5     | 17  | 7   | 6   | 6   | 6   | 4   | 7   | Ret | 188 |
| 6   | Álvaro Bautista    | Honda        |                      | Go&Fun Honda Gresini      | 6   | 8   | 6   | 6   | Ret | Ret | 7   | 5   | 4   | 6     | 5   | 5   | 7   | 4   | 5   | 5   | 4   | 5   | 171 |
| 7   | Stefan Bradl       | Honda        |                      | LCR Honda MotoGP          | Ret | 5   | Ret | 10  | 4   | 5   | 6   | 4   | 2   | 7     | 6   | 6   | 5   | 5   | DNS | DNS | 5   | 6   | 156 |
| 8   | Andrea Dovizioso   | Ducati       |                      | Ducati Team               | 7   | 7   | 8   | 4   | 5   | 7   | 10  | 7   | 9   | 10    | 7   | Ret | 8   | 8   | 8   | 9   | 10  | 9   | 140 |
| 9   | Nicky Hayden       | Ducati       |                      | Ducati Team               | 8   | 9   | 7   | 5   | 6   | Ret | 11  | 9   | 8   | 9     | 8   | 8   | 9   | 9   | Ret | 7   | 9   | 8   | 126 |
| 10  | Bradley Smith      | Yamaha       |                      | Monster Yamaha Tech 3     | Ret | 12  | 10  | 9   | 9   | 6   | 9   | 6   | Ret | 8     | Ret | 9   | 11  | 7   | 7   | 6   | 8   | 7   | 116 |
| 11  | Aleix Espargaró    | ART          | CRT                  | Power Electronics Aspar   | 11  | 11  | 9   | 13  | 8   | 8   | 8   | 8   | Ret | 12    | 10  | 10  | 13  | 11  | 9   | 11  | Ret | 11  | 93  |
| 12  | Andrea Iannone     | Ducati       |                      | Energy T.I. Pramac Racing | 9   | 10  | Ret | 11  | 13  | Ret | 13  | DNS |     | 11    | 9   | 11  | Ret | 10  | Ret | 8   | 14  | Ret | 57  |
| 13  | Michele Pirro      | Ducati       |                      | Ducati Test Team          |     |     | 11  |     | 7   |     |     |     |     |       |     |     |     |     |     |     |     | 10  | 56  |
| 13  | Michele Pirro      | Ducati       | Ignite Pramac Racing |                           |     |     | 8   |     | 10  | 14  | 10  |     |     | 12    | 12  | 10  |     |     |     |     |     |     | 56  |
| 14  | Colin Edwards      | FTR Kawasaki | CRT                  | NGM Mobile Forward Racing | Ret | Ret | 15  | 16  | 14  | 9   | 17  | 13  | 12  | 13    | 11  | 14  | 12  | 16  | 15  | 12  | 12  | 15  | 41  |
| 15  | Randy de Puniet    | ART          | CRT                  | Power Electronics Aspar   | 12  | 14  | Ret | Ret | 11  | Ret | 12  | 12  | Ret | Ret   | 15  | 16  | 17  | 13  | 12  | 10  | 13  | Ret | 36  |
| 16  | Héctor Barberá     | FTR          | CRT                  | Avintia Blusens           | 13  | 18  | 12  | 18  | 10  | Ret | 20  | 11  | 10  | 16    | Ret | 13  | Ret | Ret | 14  | 14  | 16  | 12  | 35  |
| 17  | Danilo Petrucci    | Ioda-Suter   | CRT                  | Came IodaRacing Project   | Ret | Ret | 14  | 14  | 12  | 11  | 16  | 14  | 13  | 17    | 13  | 15  | 15  | Ret | 16  | 15  | 18  | 14  | 26  |
| 18  | Yonny Hernández    | ART          | CRT                  | Paul Bird Motorsport      | 14  | 15  | Ret | Ret | 16  | 13  | 19  | Ret | 15  | Ret   | 16  | 20  | Ret |     |     |     |     |     | 21  |
| 18  | Yonny Hernández    | Ducati       |                      | Ignite Pramac Racing      |     |     |     |     |     |     |     |     |     |       |     |     |     | 12  | 10  | 13  | 15  | Ret | 21  |
| 19  | Claudio Corti      | FTR Kawasaki | CRT                  | NGM Mobile Forward Racing | 16  | 19  | 17  | Ret | Ret | 12  | 18  | 15  | Ret | 14    | Ret | 17  | 16  | 15  | 13  | 17  | 20  | 13  | 14  |
| 20  | Hiroshi Aoyama     | FTR          | CRT                  | Avintia Blusens           | 15  | 17  | 18  | 19  | Ret | WD  |     | 17  | 16  | 15    | 14  | 18  | 14  | 14  | 11  | 20  | 17  | 16  | 13  |
| 21  | Ben Spies          | Ducati       |                      | Ignite Pramac Racing      | 10  | 13  |     |     | DNS |     |     |     |     | DNS   |     |     |     |     |     |     |     |     | 9   |
| 22  | Katsuyuki Nakasuga | Yamaha       |                      | Yamaha YSP Racing Team    |     |     |     |     |     |     |     |     |     |       |     |     |     |     |     |     | 11  |     | 5   |
| 23  | Alex de Angelis    | Ducati       |                      | Ignite Pramac Racing      |     |     |     |     |     |     |     |     | 11  |       |     |     |     |     |     |     |     |     | 5   |
| 24  | Karel Abraham      | ART          | CRT                  | Cardion AB Motoracing     | Ret | DNS | DNS | 15  | 15  | Ret | 15  | 18  | 14  | DNS   | 19  |     | Ret |     |     |     |     |     | 5   |
| 25  | Michael Laverty    | PBM          | CRT                  | Paul Bird Motorsport      | 17  | 16  | 13  | 17  | 17  | Ret | 22  | 16  | Ret | 18    | 18  | 19  | 18  |     |     |     |     |     | 3   |
| 25  | Michael Laverty    | ART          | CRT                  | Paul Bird Motorsport      |     |     |     |     |     |     |     |     |     |       |     |     |     | Ret | Ret | 18  | 19  | 17  | 3   |
| 26  | Bryan Staring      | FTR Honda    | CRT                  | Go&Fun Honda Gresini      | Ret | 20  | 16  | Ret | 18  | 14  | 21  | Ret | 17  | 19    | 20  | 21  | Ret | 18  | 18  | DSQ | 22  | 19  | 2   |
| 27  | Javier del Amor    | FTR          | CRT                  | Avintia Blusens           |     |     |     |     |     | 15  |     |     |     |       |     |     |     |     |     |     |     |     | 1   |
|     | Luca Scassa        | ART          | CRT                  | Cardion AB Motoracing     |     |     |     |     |     |     |     |     |     |       |     |     |     | 17  | 17  | 16  | Ret | 18  | 0   |
|     | Lukáš Pešek        | Ioda-Suter   | CRT                  | Came IodaRacing Project   | 18  | Ret | Ret | Ret | 19  | 16  | Ret | 19  | 18  | Ret   | Ret | Ret | Ret | 19  | Ret | 19  | Ret | Ret | 0   |
|     | Martin Bauer       | S&B Suter    | CRT                  | Remus Racing Team         |     |     |     |     |     |     |     |     |     |       | 21  |     |     |     |     |     |     | 20  | 0   |
|     | Damian Cudlin      | PBM          | CRT                  | Paul Bird Motorsport      |     |     |     |     |     |     |     |     |     |       |     |     |     | Ret | Ret | 21  | 21  | Ret | 0   |
|     | Blake Young        | APR          | CRT                  | Attack Performance Racing |     | 21  |     |     |     |     |     |     | WD  | Ret   |     |     |     |     |     |     |     |     | 0   |
|     | Ivan Silva         | FTR          | CRT                  | Avintia Blusens           |     |     |     |     |     |     | 23  |     |     |       |     |     |     |     |     |     |     |     | 0   |
|     | Michael Barnes     | BCL          | CRT                  | GP Tech                   |     | DNQ |     |     |     |     |     |     |     |       |     |     |     |     |     |     |     |     | 0   |
| Pos | Pilot              | Moto         |                      | Equip                     | QAT | AME | ESP | FRA | ITA | CAT | NED | GER | USA | INP · | CZE | GBR | SM  | ARA | MAL | AUS | JPN | VAL | Pts |